# Daniel Vivian
Daniel Vivian Moreno, ou simplesmente Daniel Vivian (Vitoria-Gasteiz, 5 de julho de 1999) é um futebolista basco-espanhol que atua como zagueiro. Atualmente joga no Athletic Bilbao.

## Carreira

### Início em Vitoria e chegada a Lezama
Nasceu em Vitoria-Gasteiz, Álava, País Basco, começando a carreira na categoria de base do San Viator de Vitoria em 2008 até que, um ano depois, foi para a base do Alavés. Em 2011 foi para o Lakua, também na capital Álava. Em 2012 ingressou no Ariznabarra, pelo qual jogaria as três temporadas seguintes.
Em 2015 ele se ofereceu para fazer um teste no Santutxu, clube sediado em Bilbao, porque viu um nível superior no futebol biscaio. Finalmente, depois de passar neste teste, ingressou na equipa Juvenil "C" treinada pelo futebolista Ibai Gómez. Depois da boa campanha no time de Bilbao, o Athletic Bilbao o adicionou às categorias de base para jogar pelo Basconia, na Tercera División, quando ele tinha apenas 17 anos.
Na temporada 2017-18 jogou regularmente pelo Basconia, embora também tenha disputado quatro partidas pelo Bilbao Athletic na Segunda Divisão Espanhola. Chegou a ser convocado para equipe titular, comandada por José Ángel Ziganda, para a última rodada da La Liga contra o Espanyol. Na temporada 2018-19 tornou-se indiscutível no time reserva, disputando mais de trinta partidas. Sua grande campanha lhe deu acesso para participar da pré-temporada de 2019 sob as ordens de Gaizka Garitano. Porém, na campanha 2019-20, ficou vários meses afastado dos gramados devido a problemas nas costas, razão pela qual só conseguiu disputar doze partidas pelo time reserva. Além disso, fez seis convocações para o time principal sem estrear.

### Empréstimo ao Mirandés
No dia 12 de agosto de 2020, um dia após ter renovado o contrato até 2023, foi emprestado ao Mirandés da Segunda Divisão por uma temporada. No clube rojillo foi capitão, sendo um dos jogadores mais destacados da equipe, disputando 32 partidas e marcando dois gols.

### Athletic Bilbao
No dia 16 de agosto de 2021 estreou-se pelo Athletic Bilbao, contra o Elche, no empate em 0x0, no Estádio Manuel Martínez Valero, em Elche.
No dia 11 de setembro marcou o primeiro gol pelos Los Leones, no Estádio de San Mamés, na vitória sobre o Mallorca por 2x0, ao cabecear após cruzamento de Iker Muniain. Em fevereiro renovou contrato por mais quatro anos, após boas atuações. No dia 20 de fevereiro de 2022, marcou o primeiro gol do dérbi basco em San Mamés, contra a Real Sociedad por 4x0.
No dia 8 de novembro, marcou o terceiro gol da partida de cabeça contra o Valladolid por 3x0. Durante a temporada 2022-23, atuou como zagueiro, ao lado de Yeray Álvarez, devido a problemas físicos de Iñigo Martínez.
Após a saída de Iñigo Martínez e problemas de lesão de Yeray Álvarez no início da temporada 2023–24, os relativamente inexperientes Vivian e Aitor Paredes (24 e 23 anos respectivamente) formaram uma parceria defensiva eficaz enquanto a equipe desafiava o topo da tabela, e venceu a Copa del Rey encerrando a sequência de 40 anos sem sucesso do clube na competição. Em junho de 2024, ele assinou um novo contrato até 2032.

## Seleção Basca
No dia 29 de maio de 2019 estreou pela Seleção Basca de Futebol em amistoso contra o Panamá, junto com outros quatro jogadores do Bilbao Athletic (Areso, Larrazabal, Iñigo Vicente e Villalibre).

## Seleção Espanhola
Em 15 março de 2024, foi convocado para a Seleção Espanhola por Luis de la Fuente, para os amistosos contra à Colômbia e o Brasil. Vivian fez sua estreia em 22 de março de 2024, contra a Colômbia.
Em 7 de junho de 2024, depois de uma temporada em que o Athletic sofreu o segundo menor número de gols em toda a campanha da La Liga, ele foi selecionado para a convocação de 26 jogadores para o Campeonato Europeu de Futebol de 2024. No dia 24 de junho, estreou na Euro contra a Albânia, disputando a partida completa.

## Títulos
Athletic Bilbao
- Copa del Rey: 2023–24

Seleção Espanhola
- Eurocopa: 2024

### Prêmios individuais
- Equipe da Temporada de La Liga: 2024–25[39]